# Cartilagine cricoide
La cartilagine cricoide o cartilagine cricoidea o semplicemente cricoide è una struttura cartilaginea impari facente parte delle cartilagini principali della laringe. La parola deriva dai termini in greco antico krikos, che significa anello, circolo, ed eidos, ovvero forma, rassomiglianza. È uno degli elementi fondamentali della laringe stessa sostenendo le altre cartilagini e dando attacco a importanti muscoli.

## Disposizione e rapporti
La cricoide è posta sotto la cartilagine tiroidea e sopra il primo anello tracheale con cui è legato tramite il legamento cricotracheale. Dà inoltre inserzione ai muscoli cricotiroideo, cricoaritenoideo posteriore e cricoaritenoideo laterale.
In generale, la cricoide ha la forma di un anello con castone: l'arco è posto anteriormente, mentre il castone o lamina cricoidea è rivolta posteriormente. In questo contesto si riconoscono, quindi, due superfici e due margini.
La superficie esterna è convessa e lisca lungo l'arco, ma presenta posteriormente una cresta verticale, la cresta della lamina che divide la lamina stessa in due leggere fosse. Ai lati presenta le faccette articolari tiroidee.

La superficie interna è concava e liscia.
Il margine superiore nella lamina presenta le faccette articolari aritenoidee e dà attacco alla membrana cricotiroidea lungo l'arco.

Il margine inferiore è orizzontale e dà attacco al legamento cricotracheale per il primo anello della trachea.

### Articolazioni
Le articolazioni che coinvolgono la cartilagine cricoide sono:
- articolazioni cricotiroidee tramite le faccette articolari tiroidee, presentano una capsula articolare rinforzata dai legamenti ceratocricoidei e permettono alla cartilagine tiroidea movimenti di inclinazione e alla cricoide di avanzare in alto e posteriormente;
- articolazioni cricoaritenoidee tramite le faccette articolari aritenoidee, presentano una capsula articolare rinforzata dai legamenti cricoaritenoidei e permettono alle cartilagini aritenoidi di inclinarsi in avanti, indietro lateralmente e di ruotare su sé stesse in movimenti di fondamentale importanza per la fonazione poiché tali spostamenti regolano l'apertura della glottide e la tensione delle corde vocali.

## Legamenti
Tra i legamenti che coinvolgono la cricoide si ricorda il legamento cricotracheale già citato e il legamento cricocorniculato che unisce tale cartilagine alle cartilagini corniculate.

## Struttura
La cartilagine cricoidea è formata da cartilagine ialina che può andare incontro a ossificazione nel tempo.